# NGC 7395
NGC 7395 је лентикуларна галаксија у сазвежђу Гуштер која се налази на NGC листи објеката дубоког неба.
Деклинација објекта је + 37° 5' 18" а ректасцензија 22h 51m 2,8s. Привидна величина (магнитуда) објекта NGC 7395 износи 14,0 а фотографска магнитуда 15,0. NGC 7395 је још познат и под ознакама UGC 12216, MCG 6-50-6, CGCG 515-8, NPM1G +36.0497, PGC 69861.